# 企业系统规划
企业系统规划（BSP）是一种分析，定义和设计组织信息架构的方法。尽管BSP的企划始于1970年代初期，但IBM于1981年才引入内部使用 。 BSP方法在后来被很多组织采用。  是一种处理互连数据、流程、策略、目标和组织部门的复杂方法。 
BSP一种是建立信息架构的新方法； 其目标是：
- 了解当前应用存在的问题和机遇
- 开发支持企业发展的新技术
- 为管理人员提供 IT 支出的方向和决策框架
- 提供 信息系统 (IS)的发展蓝图

BSP项目可以带来与技术路线图相应的投资和业务战略。
BSP包括15个步骤，可以基于功能而分为三个部分。

## 前期准备工作

### 获得研究授权
在BSP中，第一步是很重要的，需从管理部门或者其他有兴趣的部门中得到对研究的授权。 一些角色必须对研究的目的和范围进行批准：
- 主管
  - 可以是担保人或 团队的领导者
  - 验证，批准研究结果
- 支持者
  - 提供财政支持
- 团队的领导者
  - 选择小组成员(四到七人)
  - 组织协调活动
  - 撰写文档和实现（implements）研究(通常多于八个星期)
  - 将结果呈现给管理人员
- 团队成员
  - 通常是部门的主管
  - 分析并确定组织的信息需求
  - 推荐未来信息系统的内容
  - 将结果呈现给管理人员
- 秘书
  - 撰写研究文档
  - 协助团队的领导者

### 准备工作
第二步是团队领导准备研究。 目标是：
- 设定时间
- 获取文档
- 对管理人员进行访问
- 获取会议、采访空间
- 通知团队成员以下内容:
  - 组织功能
  - 组织数据处理水平

这一步会产生包含上述信息的 lead study book ，研究计划，信息技术文档和图表。

### 开始阶段
在研究阶段的第一次会议上，支持者介绍这次研究的目的和期望达到的效果；小组领导人提出研究计划，IT 主管描述管理现状和信息系统在组织中当前的状态和作用。

## 分析阶段
分析阶段是BSP中最重要的一部分。 团队需要寻找合适的组织结构，因为它界定了商业战略、 流程、数据类 和对当前信息支持进行分析。

### 策略
这一步界定了战略目标和他们将在组织中如何实现：
- 调整以适应顾客的需求
- 统一规划预定、仓储、支付
- 对登记，物流、演示、广告、合作伙伴关系和库存管理的提示
- 新客户
- 减少噪声
- 无纸化过程
- 扩大产品组合
- 减少损失，降低成本
- 简化客户订单周期
- 协调运输
- 升级生产线
- 更新信息

团队为解决这些战略目标而工作。 以组织的各个部门为单位进行规划。 每个部门都对某个战略目标负责。

### 定义企业过程
一个组织大约有40至60个业务过程(根据大小不同存在差异)。非常重要的是，选择获利最大的部门，并且使其负责特定的过程。 例如：
- Contact creation
- Hangaring
- 发票
- 监控
- 飞机调度，服务
- 新客户登记
- 创建服务目录
- 预定
- 员工培训
- 转账
- 汽车租赁

### 定义数据类
数据类通常有大约30-60个（根据组织大小不同而存在差异）。 未来的信息系统将使用基于这些类的数据库，例如：
- 住宿
- 分支
- 公司
- 客户
- 雇员
- 发票
- 负载
- 飞机
- 采购订单
- 服务目录
- 供应商
- 车辆

### 信息支持
这一步目的是检查一个组织所使用的应用程序，评估每个应用程序的重要性以消除冗余。

### 确认管理部门对系统的要求
在最后的分析步骤中，团队将与管理层讨论是次研究的结果，从而证实(或排除)先前的假设，提供缺失信息，揭示组织存在的缺陷，并且确认今后工作的重点。

### 发布结果
在分析过程中产生的所有文档都将被收集，作为产生未来信息架构的基础。 组织对所有已经确定的问题进行分类与剖析；每个问题的起因和作用将被整理成列表，在未来的信息系统中得到整合。
(marque)

## 提出判断和结论

### 定义信息总体结构
为定义一个组织的信息架构, 使用过程/组织矩阵来连接信息子系统和通过数据类找到合适的子系统是非常重要的。 之后，组织根据产品(或服务)的生命周期重新安排处理逻辑。

### 确定优先顺序
一些标准(例如费用及开发时间)可以提供系统实施的最佳顺序。 高优先级的子系统可以进行更加深入的分析。 这类信息将提供给支持者来确定信息子系统是否应得到发展。

### 评价信息资源管理工作
需要对信息系统的规划和管理进行研究。 当本组织完成工作流程和数据类分析工作后，它应该探索系统的功能和目标，并列出部门需要进行什么改变，以及对成本的分析。

### 制定建议书以及开发计划
这一步骤将制定对本组织的建议计划。其中包括信息体系结构，信息系统管理和信息子系统的开发。且还包括成本、利润和未来的活动。

### 呈现结果
所有的利益相关者(团队、管理和支持)在这一步达成共识，以指导未来行动。

### 最后的步骤
组织应在项目执行期间划分具体的职责。 通常会有一个控制委员会来确保信息系统的一致性。
BSP，除了在信息系统规划中的作用，还为公司提供了一种基于运作流程的视角。 1990年代的企业流程再造便是基于这一概念的。 它还证明了分离数据与应用的重要性，为在软件开发过程中使用数据库提供支持。

## 批评
BSP和其他类似规划方法的有效性已被提出质疑：
- 历史分析显示，BSP及随后的 企业结构 (EA)的方法有着"根本性的缺陷".[5][6]
- 该研究结论认为，"[BSP]的方法过于昂贵，且无法确定其收益，以及在组织中难以得到落实"。[7]
- 该研究结论还包括，"鉴于其昂贵的费用和时间消耗，[...]这一发现严重挑战[BSP和类似的]规划方法的实用性".[8]
- 该研究结论总结说，"总之，信息系统战略规划人员对于[BSP方法]并不是十分满意。毕竟，这将耗费大量的资源。 [...]当[BSP]研究完成后，在计划可以执行前可能需要进一步分析。 该计划的执行可能并非十分全面的".[9]
- 对于BSP和类似的规划方法研究表明，"[...]证明对信息系统战略规划的方法需要从根本重新思考"。[10]